# Eugenia apiocarpa
Eugenia apiocarpa är en myrtenväxtart som beskrevs av Otto Karl Berg. Eugenia apiocarpa ingår i släktet Eugenia och familjen myrtenväxter. Inga underarter finns listade i Catalogue of Life.